# Dinxterveen
Dinxterveen est un hameau dans la commune néerlandaise de Steenwijkerland, dans la province d'Overijssel. Le 1er janvier 2006, Dinxterveen comptait 280 habitants.